# توقف التعليم في المملكة المتحدة 2020
في مارس 2020، أُغلقت جميع المدارس والكليات ودور الحضانة في المملكة المتحدة استجابةً لجائحة فيروس كورونا المستمرة. بحلول 20 مارس، أغلقت جميع مدارس المملكة أبوابها أمام جميع الأطفال باستثناء أطفال الموظفين الأساسيين والأطفال المعرضين للخطر.
يُقسم التعليم في المملكة المتحدة إلى أربعة أنظمة: تقع مسؤولية إنكلترا على عاتق حكومة المملكة المتحدة، بينما تُفوض إدارة التعليم في اسكتلندا وويلز وايرلندا الشمالية إلى الحكومة الأسكتلندية، وحكومة ويلز وحكومة ايرلندا الشمالية على الترتيب.

## الجدول الزمني

### أواخر فبراير حتى منتصف مارس – عمليات الإغلاق الفردية
عقب ازدياد الحالات في إيطاليا، أغلقت مدرسة كرانسلي في نورثويتش، وتشيشر وكلية ترينيتي الكاثوليكية في ميدلزبرة، بعد عودة بعض الطلاب بأعراض من إيطاليا. أغلقت أربع عشرة مدرسة في إنجلترا أبوابها بحلول 28 فبراير. أفادت جامعة لوفبرا إصابة أحد طلابها بالفيروس بعد سفره مؤخرًا إلى إيطاليا، وأشارت إلى بدء عدد من موظفيها وطلابها بالحجر الذاتي.

### منتصف مارس – الإغلاق على مستوى الدولة
في 18 مارس، أعلنت حكومة ويلز عن إغلاق جميع مدارس ويلز بحلول 20 مارس. في نفس اليوم، أعلنت الوزيرة الأولى في اسكتلندا نيكولا ستارجن عن إغلاق المدارس الأسكتلندية اعتبارًا من 20 مارس، وإمكانية عدم فتحها قبل الصيف القادم. لاحقًا في ذلك اليوم، ورد إغلاق مدارس ايرلندا الشمالية في وجه الطلاب بشكل فوري وللموظفين في 20 مارس. بعد ذلك بوقت قصير، أعلن وزير الدولة لشؤون التعليم غافين ويليامسون عن إغلاق جميع مدارس إنجلترا اعتبارًا من 20 مارس حتى إشعار آخر. صرح رئيس الوزراء بوريس جونسون باستمرار اعتناء المدارس بأطفال العمال الأساسيين والأطفال المعرضين للخطر، ونشرت دائرة التعليم في إنجلترا دليلًا بمعايير الأهلية في 19 مارس.
منح قانون فيروس كورونا لعام 2020، الذي بدأ تنفيذه في 25 مارس، الوزراء والدوائر المعنية السلطة اللازمة لإغلاق المؤسسات التعليمية ومراكز عناية الأطفال.
أعلنت حكومة المملكة المتحدة أيضًا عن إلغاء امتحانات المستوى «إيه» و«جي سي إس إي»، وهو إجراء غير مسبوق في تاريخ تعليم المملكة المتحدة، ومنح الدرجات اعتمادًا على الدرجات المتوقعة وتقييم المعلم.

### يونيو حتى سبتمبر – إعادة الفتح
بدأت المدارس الابتدائية في إنجلترا في إعادة الفتح بشكل أوسع في 1 يونيو، ابتداءً من صفوف الحضانة وأطفال بعض المجموعات السنوية كالاستقبال (الأعمار 4-5)، والسنة 1 (الأعمار 5-6) والسنة 6 (الأعمار 10-11)، إلا أن العديد من المدارس والمجالس المحلية تأخرت إلى ما بعد هذا التاريخ. كان من المقرر عودة جميع الطلاب في سن المرحلة الابتدائية إلى المدرسة بحلول أواخر يونيو، لكن أعلنت الحكومة في 9 يونيو عن عدم فتح المدارس الابتدائية أمام مجموعات السنوات الأخرى نظرًا إلى مخاوف بالتأثير على معدل العدوى. عوضًا عن ذلك، عاد معظم طلاب المدارس الابتدائية إلى فصولهم في أوائل سبتمبر، بعد ستة أشهر تقريبًا من إغلاق المدارس.
أعادت المدارس الثانوية في إنجلترا الفتح أمام المجموعات السنوية 10 (الأعمار 14-15) و12 (الأعمار 16-17) اعتبارًا من 5 يونيو. ومع ذلك، وُجهت تعليمات للمدارس باستمرار تعليم اليافعين في هذه المجموعات العمرية بشكل رئيسي في المنزل، مع إبقاء الدروس المعطاة وجهًا لوجه في الحد الأدنى. عاد طلاب المرحلة الثانوية بشكل كامل في بداية العام الدراسي الجديد في سبتمبر.
لن يكون الدوام المدرسي إلزاميًا للطلاب في إنجلترا، بغض النظر عن وجود مكان متاح أم لا، حتى بداية العام الدراسي الجديد.
في الوقت نفسه، أعادت مدارس ويلز الفتح أمام جميع المجموعات السنوية في 29 يونيو، لكن كان الحضور بدوام جزئي ولم يكن إلزاميًا حتى عطلة الصيف. في العام الدراسي الجديد، فتحت المدارس بكامل سعتها مع بعض التعديلات لضمان استمرار التباعد الاجتماعي. أعادت المدارس في اسكتلندا الفتح بين 11 و19 أغسطس؛ كان من المقرر في البداية تطبيق «نموذج دمج» للدراسة بدوام جزئي في المدرسة والمنزل، لكن قُرر لاحقًا فتح المدارس بدوام كامل بمجرد إعادة فتحها. أعادت المدارس في ايرلندا الشمالية الفتح أمام «الأفواج الأساسية» (الطلاب الذين يدرسون من أجل الامتحانات أو ينتقلون من مدرسة لأخرى) في أغسطس، مع فتح أبوابها أمام الآخرين في سبتمبر.

## الامتحانات
في 20 مارس 2020، أعلنت الحكومة عن إلغاء جميع امتحانات مرحلة التعليم الثانوية المقرر إقامتها في 2020 بسبب جائحة فيروس كورونا. كنتيجة لذلك، صُممت وسيلة بديلة وطُبقت خلال فترة وجيزة بهدف تحديد درجات الكفاءة الخاصة بالطلاب في هذه السنة. في هذه الحالة، تعتمد درجات الكفاءة على درجات المعلم المتوقعة إلى جانب عملية التعديل التي يحددها مكتب تنظيم الكفاءات والاختبارات (أفكوال). بعد إصدار نتائج المستوى «إيه» في 13 أغسطس، نشأ احتجاج عندما أصبح الأمر جليًا أن خوارزمية التعديل قد أعطت بعض النتائج المثيرة للجدل. قرر المنظم سحب النتائج المحسوبة إثر الضغط المتزايد والرأي العام، بالإضافة إلى إعادة تقييم درجات الطلاب وفق تنبؤات المعلم الأصلية فقط. قبل إصدار درجات «جي إس سي إي» في 20 أغسطس، تقرر اعتمادها على توقعات المدرس أيضًا. حدث تغيير أنظمة التعديل المشابهة واستبدالها بتوقعات المعلم في اسكتلندا وويلز وايرلندا الشمالية.

## الجامعات
تعرضت جامعة كامبريدج للانتقادات جراء استجابتها غير الواضحة للجائحة، الأمر الذي استلزم اتخاذ الطلاب والموظفين الدوليين ترتيبات العودة إلى وطنهم في غضون يومين فقط. في 13 مارس، وُجه إشعار للطلاب والموظفين بأن السفر الدولي غير محبذ وأن فتح الجامعة مستمر بسعة منخفضة. في 18 مارس، أعلن نائب رئيس الجامعة ستيفن توب عن تحول مفاجئ: تُغلق جميع المباني الجامعية في وجه الموظفين والطلاب حتى إشعار آخر اعتبارًا من فترة بعد الظهر يوم الجمعة الموافق 20 مارس، مع تشجيع جميع الطلاب على مغادرة كامبريدج. انتقد رئيس اتحاد الجامعات والكليات «يو سي يو» في كامبريدج هذا الإغلاق المفاجئ، مفيدًا بأنه يفاقم سوء الجائحة جراء إجبار الطلاب القادمين من الدول ذات معدات العناية الصحية الأضعف العودة إلى وطنهم.
وقع أكثر من ألف طالب في كامبريدج على خطاب مفتوح يطالبون فيه بحصولهم على خيارات تقييم متعددة عوضَا عن الامتحانات الملغاة، بما في ذلك خيار إعادة أخذ جزء من العام الدراسي في 2020-21 أو العام بأكمله.
علقت جامعة كوفنتري أولى حفلات التخرج المقرر إقامتها في مارس وأبريل، واعتبارًا من 20 مارس، علقت جميع عمليات التدريس وجهًا لوجه، لصالح التدريس عبر الإنترنت. اتخذت مؤسسات التعليم العالي الأخرى خطوات مماثلة بشكل متزامن مع ذلك. لم يستطع العديد من الطلاب الدوليين العودة إلى وطنهم، إذ لم يتمكنوا من تحمل نفقات السفر أو وجدوا رحلاتهم ملغاة.

## التعليم المنزلي
شُجع الأطفال على استئناف دراستهم في المنزل مع نقل مسؤولية تعليمهم إلى ذويهم. استمر العديد من المدرسين في تحضير عملهم والتفاعل مع طلابهم على الإنترنت. نشر مدرب اللياقة جون ويكس سلسلة من مقاطع الفيديو التدريبية التي استهدفت أطفال المدارس بشكل رئيسي من أجل مساعدتهم في الحفاظ على نشاطهم أثناء بقائهم في المنزل. وفر موقع بي بي سي بايتسايز التعليمي بدوره مجموعة من المصادر الداعمة للأطفال واليافعين والآباء.
أشار مكتب الإحصائيات الوطني في دراسة أجراها إلى إكمال الأطفال في عمر المدرسة متوسط 11 ساعة من الدراسة المنزلية أسبوعيًا، وكانت النتائج متطابقة بغض النظر عن عدد الأطفال أو البالغين في الأسرة، ومع ذلك، يميل الأطفال إلى أداء كمية أقل من الواجبات المدرسية إذا كانوا أصغر سنًا أو في حال وجود طفل دون الخامسة في الأسرة. أفادت دراسات أخرى بإكمال العديد من الطلاب كمية قليلة أو معدومة من العمل الأكاديمي خلال الإغلاق التام.